# Avalokiteshvara
Avalokiteśvara (en sànscrit: अवलोकितेश्वर; lit. «Senyor que mira cap avall») és el bodhisattva de la compassió. És un dels bodhisattves més àmpliament venerat per les corrents principals del budisme mahāyāna i theravāda.
Al Tibet és conegut amb el nom de Chenrezig, a la Xina com a Guānshiyīn (en xinès tradicional: 觀世音菩薩; en pinyin: Guānshiyīn Púsà; lit. Bodhisattva Guanshiyin) i al Japó com a Kannon (観音).
En sànscrit, Avalokitesvara també és conegut com a Padmapāni («Suport del lotus») o Lokeśvara («Senyor del món»). En el budisme tibetà, el Dalai-lama és considerat l'encarnació de Avalokiteśvara, conegut també com a Chenrezig (en tibetà: སྤྱན་རས་གཟིགས་; Transliteració Wylie: spyan ras gzigs).

## Etimologia
El nom sànscrit Avalokiteśvara es compon de les parts següents:
- ava, prefix verbal que significa ‘cap avall';
- lokita, participi passat del verb lok (‘notar, observar, contemplar, percebre’), que ací s'utilitza en sentit actiu (una irregularitat ocasional en la gramàtica sànscrita);
- īśvara, senyor, governant, sobirà o amo. D'acord amb les regles del sandhi (d'unió de paraules), la a final de lokita s'uneix a la i del principi d'īśvara i es converteix en una i: lokita + īśvara = lokiteśvara.

En combinar aquestes tres paraules queda: ‘el senyor que mira cap avall [el món]’.
El Theravāda dona el nom budista Lokeśvara (饒王, 世自在王, 世饒王佛), “el senyor, governant o sobirà que observa el món”. Aquest va ser probablement un desenvolupament de la idea de Brahmā o Śivá com ‘’Lokanātha’’, “senyor dels mons”. En zona índica es fa referència especialment a Avalokiteśvara, el rostre de la qual és freqüentment representat en forma masculina, per exemple a Angkor. És el buda sota qui Amitābha va ingressar a la vida ascètica i va fer els seus 48 vots en una existència prèvia.

## Orígens
Segons el 'Kāraṇḍavyūha Sūtra', el sol i la lluna van néixer dels ulls d'Avalokiteśvara, Shiva del seu front, Brahma de les seves espatlles, Narayana del seu cor, Sarasvati de les seves dents, els vents de la seva boca, la terra de peus seus, i el cel del seu estómac.
Al Sukhavativyuha Sutra, Avalokiteśvara és una emanació d'Amitabha.
Alguns textos que esmenten Avalokiteśvara són:
- Avataṃsaka Sūtra
- Cundī Dhāraṇī Sūtra
- Sutra del Cor
- Dharani del cor d'Avalokiteśvara o Ekadaśamukha sutra
- Sutra llarg de Sukhāvatīvyūha
- Sutra del Lotus
- Kāraṇḍavyūha sūtra
- Karuṇāpuṇḍarīka sūtra
- Nīlakaṇṭha Dhāraṇī Sutra
- Śūraṅgama Sūtra

El Sutra del Lotus és el text primer que recull les doctrines d'Avalokiteśvara.

## Mantres
El budisme tibetà relaciona a Chenrezig amb el mantra de sis síl·labes Om mani padme hum, motiu pel qual rep també el nom de Ṣaḍakṣarī. La connexió entre aquest famós mantra i Avalokiteśvara ja apareix al Karandavyuha Sūtra (probablement a finals del segle IV o principis del V), un dels primers treballs budistes que van arribar al Tibet (poc abans de finalitzar el segle V).
Al budisme Shingon, el mantra que es fa servir per lloar a Avalokiteśvara és On Aro-rikya Sowaka (Oh, Immaculat, Salve!).

## Els mil braços de Avalokiteśvara

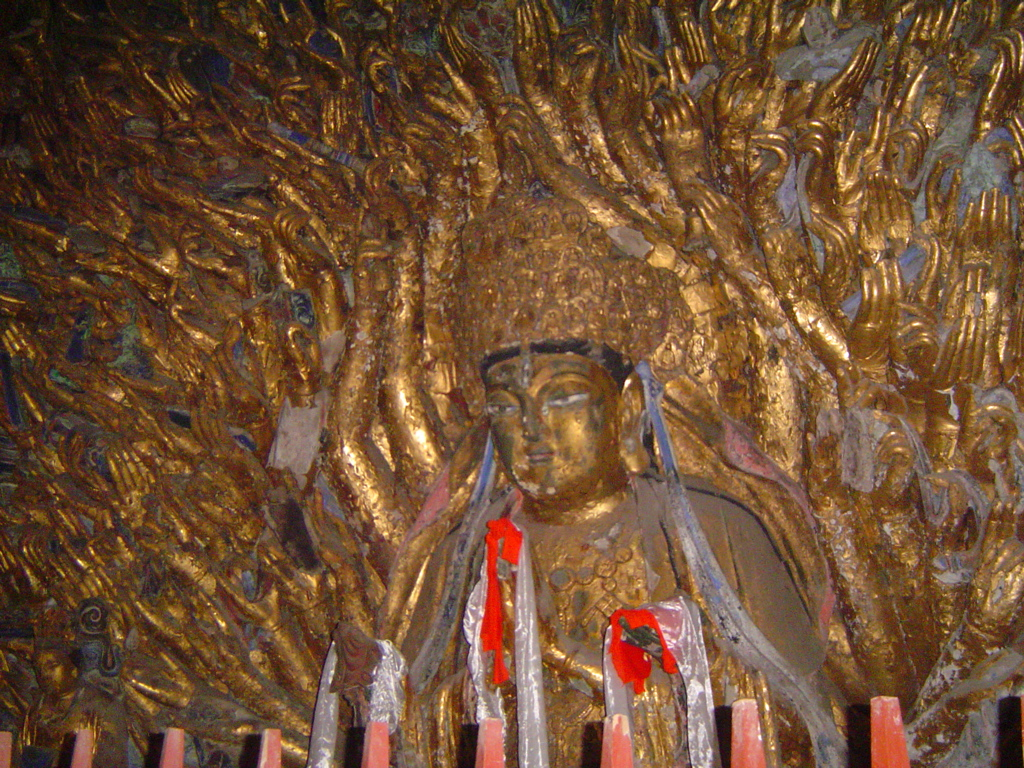
Avalokiteśvara amb mil braços, part dels relleus en pedra de Dazu, a la muntanya Baoding, districte de Dazu, Chóngqìng, Xina.

Una coneguda llegenda budista narra que Avalokiteśvara va fer la promesa de no descansar mai fins a haver alliberat tots els éssers sensibles del saṃsāra. Malgrat el seu esforç esgotador, es va adonar que encara quedaven molts éssers desvalguts per salvar. Després de lluitar per comprendre les necessitats de tots, el seu cap es va partir en onze parts. El buda Amitābha, en observar aquest fet, li va donar onze caps per a sentir els laments dels que pateixen. En oir els clamors i entendre'ls, Avalokiteśvara intentà arribar a tots aquells que necessitaven ajuda, però va veure que els seus braços es destrossaven. Una vegada més, Amitābha, acudí per a ajudar-lo i el va dotar amb mil braços perquè poguera ajudar les multituds del patiment.
Moltes versions himalaianes d'aquest conte inclouen vuit braços amb els quals Avalokiteśvara hàbilment sosté el dharma, cadascun dels quals posseeix la seua particularitat, mentre que les versions xineses més específiques donen diferents quantitats sobre el nombre dels seus braços.

## Manifestacions
Avalokiteśvara té una infinitat de manifestacions sota diferents formes. Algunes de les més freqüentment esmentades són:
| Sànscrit                    | Xinès    | Japonès     | Significat                              | Descripció                                                       |
| --------------------------- | -------- | ----------- | --------------------------------------- | ---------------------------------------------------------------- |
| Aryavalokiteśvara           | 聖觀自在 | Sho Kannon  | Avalokiteśvara Sagrat                   | La forma primigènia del Bodhisattva                              |
| Ekādonaśamukha              | 十一面   | jūichimen   | Avalokiteśvara d'onze rostres           | Rostres addicionals per ensenyar a tots en 10 plans d'existència |
| Sahasra-bhuja Sahasra-netra | 千手千眼 | senjūsengan | Avalokiteśvara de mil braços i mil ulls | Forma molt popular: veu i ajuda a tots                           |
| Cintāmani-cakra             | 如意輪   | nyoirin     | Avalokiteśvara complidora de desitjos   | Sosté la joia Cintamani                                          |
| Hayagrīva                   | 馬頭     | bato        | Avalokiteśvara cap de cavall            | Forma iracunda; simultàniament bodhisattva i vidyarāja           |
| Cintāmanicakra              | 如意輪   | Juntei      | Avalokiteśvara mare deessa              | Cundi en xinès                                                   |
| Amoghapāśa                  | 不空羂索 | fukūkenjaku | Avalokiteśvara amb corda i xarxa        |                                                                  |
| Bhṛkuti                     |          |             | Ulls implacables                        |                                                                  |
| Pāndaravāsinī               | 白衣     | byakue      | Blanca i pura                           | La contenció directa de Guān Iīn                                 |
| Parnaśabarī                 |          |             | Cobert de fulles                        |                                                                  |
| Rakta Śadakśarī             |          |             | Sis síl·labes vermelles                 |                                                                  |
| Śvetabhagavatī              |          |             | Cos blanc                               |                                                                  |
| Udaka-śrī                   |          |             | Aigua auspiciosa                        |                                                                  |

## Iconografia
De tots els atributs fonamentals de tot bodhisattva, a saber, la saviesa (prajña) i la compassió (karuna), en Avalokiteśvara domina aquesta última. Mentre la seva saviesa li diu que tots els éssers son, en essència, idèntics al absolut i d'aquí que, en el fons, estiguin salvats, la seva compassió li indueix, de totes maneres, a no desistir en el seu esforç per a l'alliberament dels éssers.

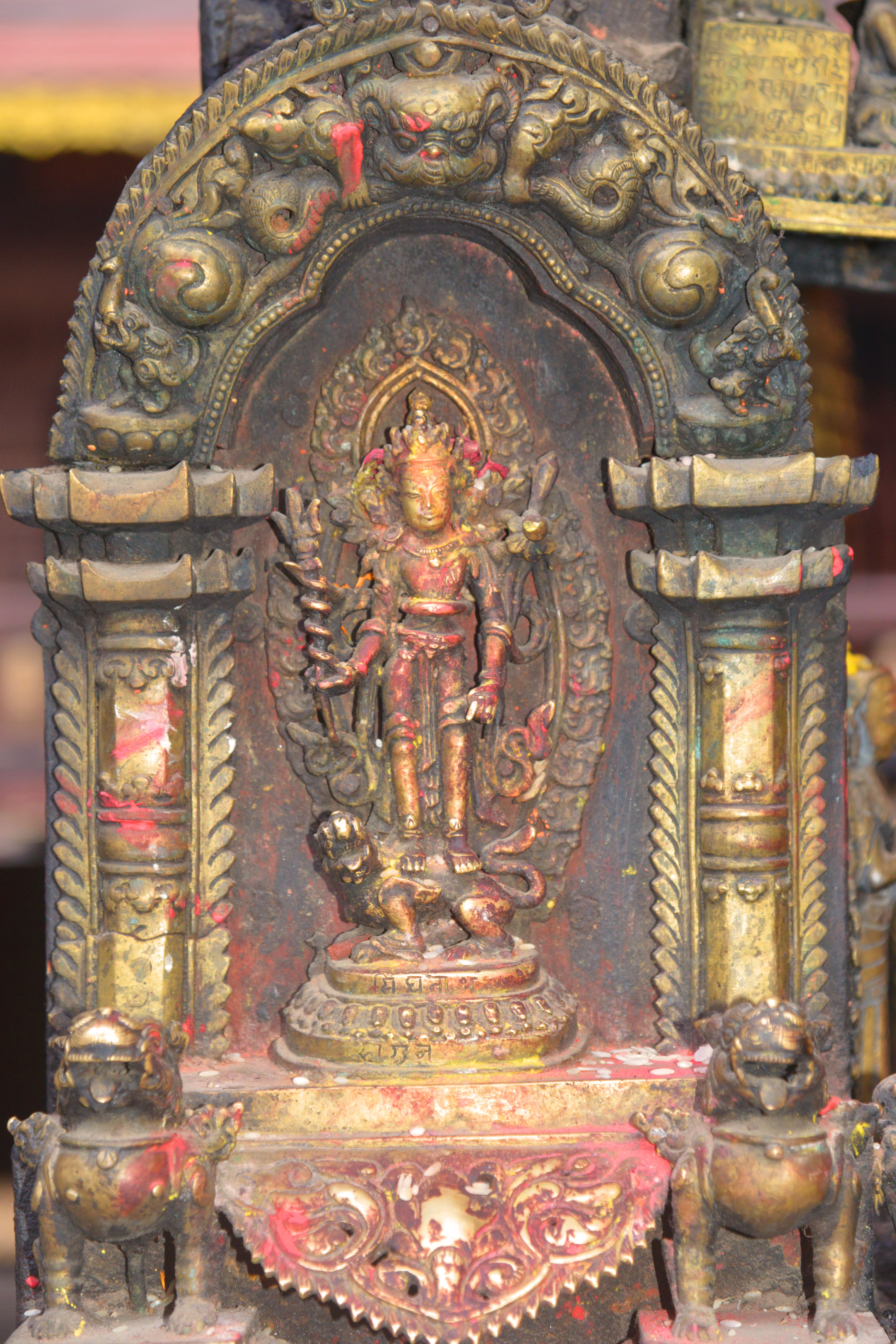
Simhanada-Lokeśvara

### Avalokiteśvara com Simhanada-Lokeśvara
Reconeixem Simhanada com a forma d'Avalokiteśvara per la pell de gasela sobre l'espatlla esquerra, a sobre d'un lleó. La mà dreta penja relaxada cap avall i l'esquerra està recolzada en el genoll. La seva mirada es dirigeix, plena de compassió, als pacients; el seu tercer ull detecta la causa de la malaltia. Són els seus atributs els que assenyalen les funcions medicinals de Simhanada. A l'altura de la seva espatlla esquerra es representa el recipient per a pastar les medicines; sobre ell hi ha una espasa flamejant: la llanceta quirúrgica. Les dues descansen sobre un lotus que simbolitza la puresa i que aquí expressa l'absència d'interès de l'acció mèdica. El trident llampant (trisūla) és l'arma per a matar als dimonis de les malalties; la serp, sovint símbol de l'odi, expressa l'energia amb la qual Simhanada arremet contra els esperits de la malaltia. La semblança amb el bastó d'Asclepi no ha de ser més que una casualitat.
L'animal sobre el qual munta Simhanada, el lleó (simha), s'interpreta com a símbol de la reanimació. Es relaciona amb una vella llegenda en la qual, una vegada, un lleó havia despertat amb el seu rugit a la vida a un petit lleó nascut mort. La llegenda porta al mateix temps l'aclariment del nom de Lokeshvara «amb la veu de lleó»: ell és el metge que retorna la vida als malalts. L'absència de la corona de cinc puntes, d'altra banda característica dels bodhisattves transcendentals, a més del conjunt de la forma, l'ull en el front i la pell de tigre com cobreix-seient, indiquen que el model per a Simhanada cal buscar-lo en l'hinduisme. Els atributs de Simhanada recorden a Xiva; també el trident i la serp pertanyen als atributs del déu hinduista Xiva. Simhanada porta a vegades una mitja lluna en la trossa, igualment un atribut de Xiva.

### Avalokiteśvara com Brahmadanda-Lokeśvara
Avalokiteśvara com Brahmadanda-Lokeśvara "Lokeśvara amb el bastó de Brahma" sembla valer-se d'aquesta forma fenomènica quan vol alliberar al creient de que els desitjos es satisfan amb diners.
Es representa amb una corona de cinc fulles, la pell de gasela sobre la seva espatlla esquerra. Se'l representa amb quatre braços que mostren els següents atributs: trident, gest de concessió, gerra en forma de bola amb joies i yogini gita.
No s'ha de relacionar amb el déu hinduista Brahma, sinó amb Xiva. Brahmadanda és un nom de Xiva. Aquesta relació amb Xiva està potenciada pel símbol del trident, que és el símbol principal d'aquest déu hinduista.
Sobre la cama esquerra de Brahmadanda està asseguda la seva companya yogini gita, que literalment vol dir 'cançó'. Aquesta sosté la mà esquerra en el gest d'alè i la dreta en el gest de concessió.

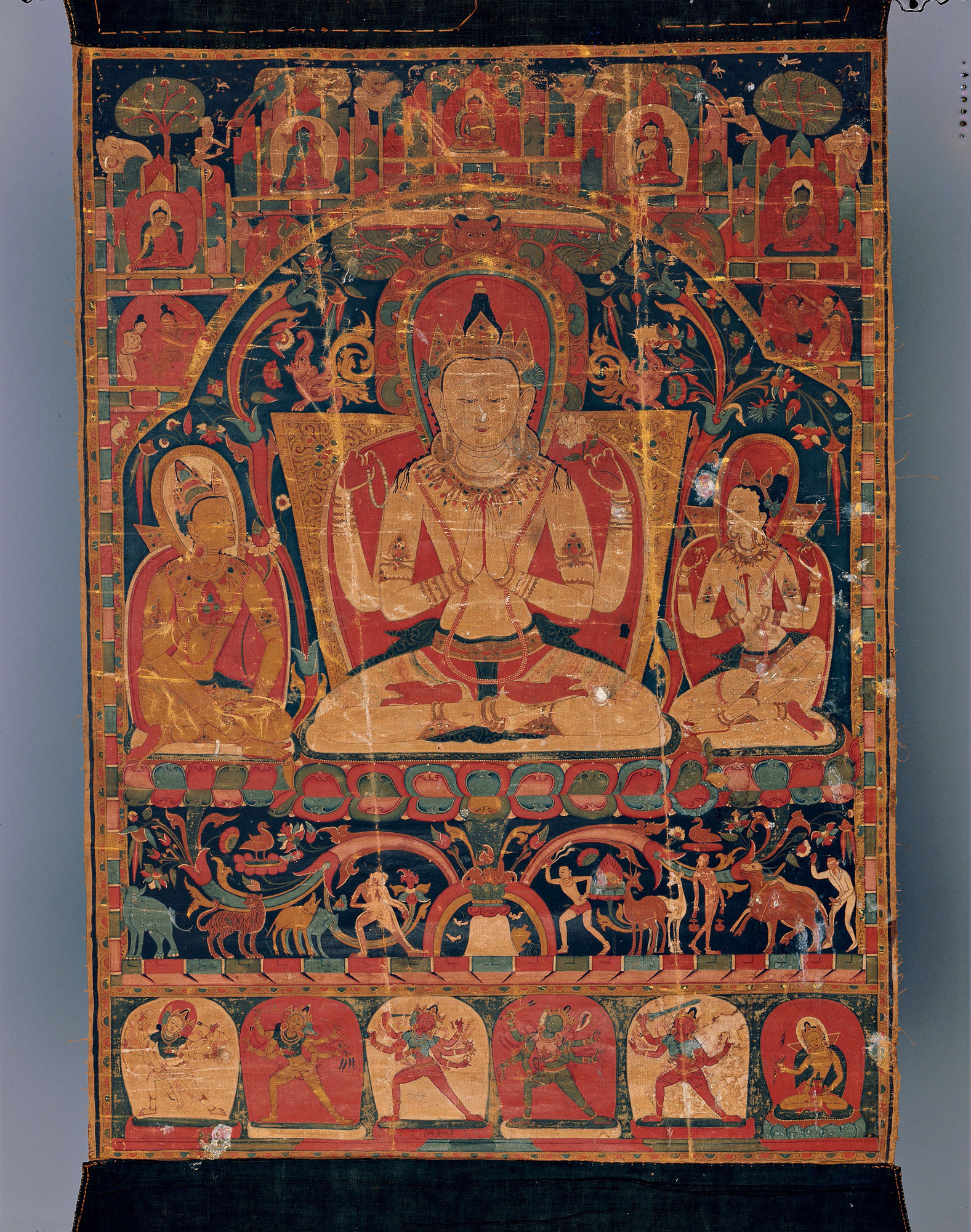
Shadakshari-Lokeśvara

### Avalokiteśvara com Shadakshari-Lokeśvara
De les representacions sedents de Avalokiteśvara, la de Shadakshari és la més freqüent, en aquesta manifestació el bodhisattva es mostra en la seva naturalesa pura com el «señor de les sis síl·labes» (şad-*akşara). Sota la forma de Shadakshari, Avalokiteśvara s'asseu en el seient del lotus (padmā-sana) amb les cames plegades.
Algunes obres menors interpreten per error el gest de Shadakshari de sostenir la (invisible) joia (manidharamudrā) com un gest de salutació o adoració (añjalimudrā) i s'obliden que el mudra de la salutació mai apareix en els budes ni en els bodhisattves. La forma sobre el cap de Avalokiteśvara és el buda transcendental → Amitābha, el pare espiritual de Avalokiteśvara. En les escultures de bronze i de pedra, es col·loca normalment a Amitābha com una petita figura en el tocat de Avalokiteśvara.

### Avalokiteśvara com Halahala-Lokeśvara
Sota la forma de Halahala-Lokeśvara "senyor del verí", Avalokiteśvara protegeix del verí i l'enverinament.
Aquesta protecció és necessària doncs la mort per enverinament era freqüent a la regió de l'Himàlaia. Molts dalai-lamas de mitjana edat van perdre la vida a causa de l'enverinament poc abans d'assolir la maduresa necessària per a governar.
La present manifestació és també un préstec de l'hinduisme i al·ludeix a Xiva. Halahala-Lokeśvara es representa amb tres caps o tres rostres i la majoria de vegades amb el tercer ull. En les imatges en rotlle, la seva cara dreta és blava, en al·lusió al verí que va prendre Xiva en les narracions hinduistes, la seva cara esquerra és vermella, a causa de la ira enfront aquell que enverina, per acabar la seva cara central és blanca, ja que la seva saviesa de bodhisattva li diu que en nosaltres l'ésser absolut tampoc pot ser destruït amb verí i que aquest està salvat des del principi.
En el seu tocat s'observa la mitja lluna pròpia de Xiva i una imatge del bol amb el qual Xiva va treure del mar de llet mític de l'hinduisme el verí Halahala. En aquest context el bol és símbol de la salvació.
El bodhisattva està assegut en posició semitancada de les cames (ardhaparyanka) sobre un lotus. A les seves mans mostra una fletxa i un arc, un mala o rosari budista, el lotus, el gest de concessió i la yogini gita (cançó).
Fletxa i arc volen dir que la justícia de Lokeśvara seguirà com un projectil a aquell que fa el verí i arribarà a ell en tot moment i estigui on estigui. El rosari o mala senyala la possibilitat d'invocar al bodhisattva mitjançant la fórmula "Om mani padme hum".

Avalokiteśvara Padmapani

### Avalokiteśvara com Padmapani
De les formes dempeus de Avalokiteśvara, la de Padmapani (aquell que agafa el lotus) és la més antiga. Padmapani Avalokiteśvara ajuda a la salvació sense benefici propi i ho fa determinat exclusivament per la seva gran compassió (mahakaruna).
Porta la corona de cinc puntes, símbol de vencedor del món, ornament de príncep i, sobre l'espatlla esquerra, la pell de gasela que és el signe distintiu d'Avalokiteśvara. La seva postura és informal; el cap està una mica inclinat i el maluc és cap enfora, de manera que l'eix del cos es doblega en tres parts (tribhanga). La mà esquerra amb el dit índex estès, sosté el tall del lotus; la mà dreta, oberta cap a fora, s'abaixa fent el gest de la concessió, expressant que està preparat per ajudar.

### Avalokiteśvara com Visnukanta-Lokeśvara
Aquesta manifestació fenomènica al·ludeix literalment a "aquell que agrada a Vishnu".
Avalokiteśvara empra aquesta forma quan vol apropar la doctrina de Buda als seguidors de Vishnu. En la mà esquerra sosté el lotus (padma), un atribut conjunt tant de Vishnu com d'Avalokiteśvara i a la mà dreta un disc (cakra), símbol típic de Vishnu. Aquest disc s'entendrà també com una abstracció del sol.

### Avalokiteśvara com Dharmadhatu-Lokeśvara
El nom vol dir "el Lokeśvara que posseeix (o exposa) l'essència de la realitat (=l'absolut)".
Es representa amb el tocat de cinc fulles, la pell de gasela i diversos penjolls i polseres. Les mans estan a l'altura del pit. La mà dreta, oberta al que mira, revela l'absolut (dharmadhatu); la mà esquerra vol dir que aquest es resol en l'interior d'Avalokiteśvara -com a l'interior de qualsevol ésser-. Donat que tots els éssers participen en el que és absolut, en el seu nucli estan tots salvats.

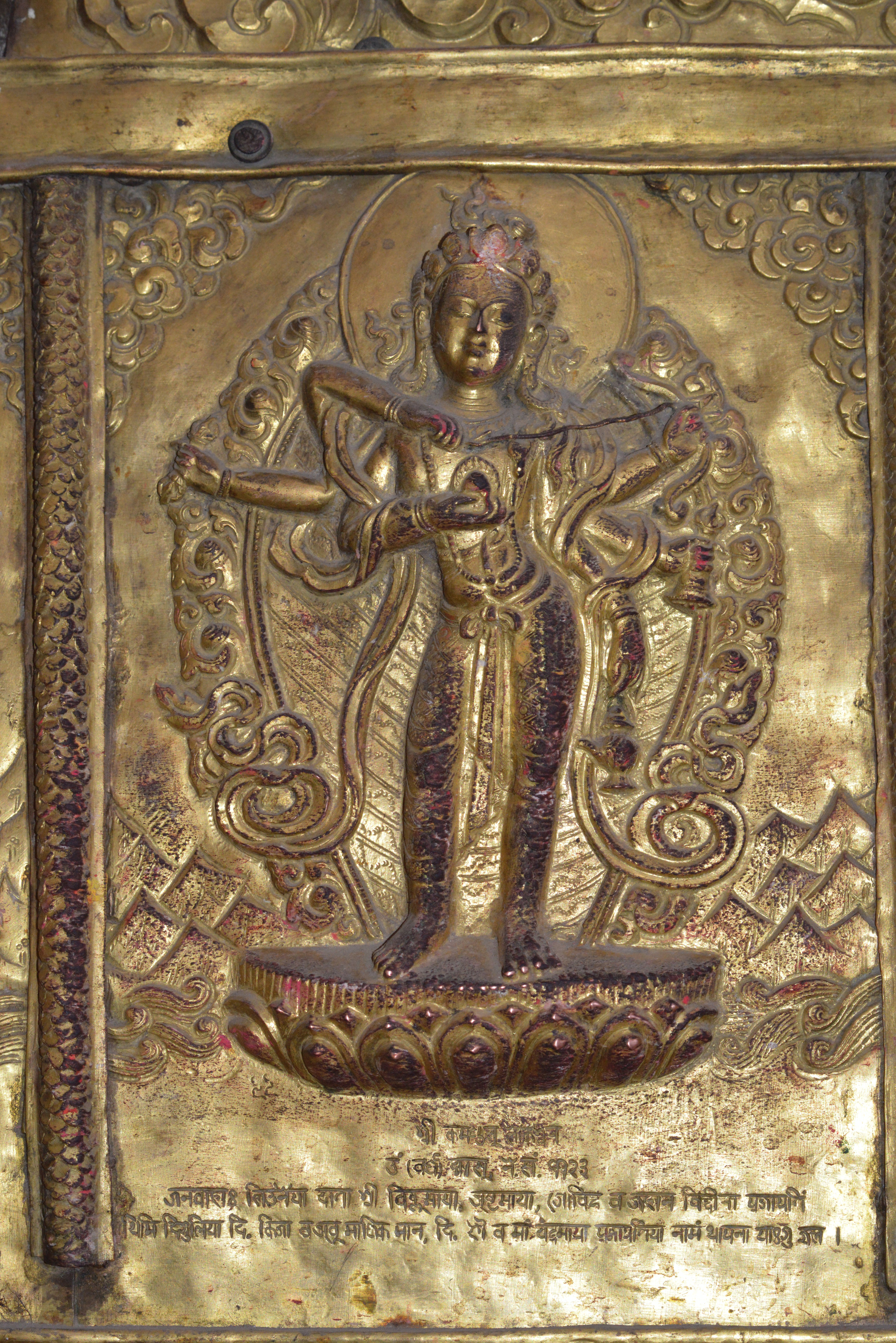
Kamandalu-Lokeśvara

### Avalokiteśvara com Kamandalu-Lokeśvara
Significa "Lokeśvara amb la gerra d'aigua".
Es manifesta i representa com una combinació d'elements budistes e hinduistes. Destaquen els atributs com la corona de cinc puntes, la pell de gasela, les joies al coll i les polseres als braços i peus.
Com Kamandalu-Lokeśvara, Avalokiteśvara es representa amb sis braços. L'arc estirat amb la fletxa preparada significa la força de la voluntat i l'energia amb la qual es repudia la indiferència enfront de la doctrina del Buda. Vajra i campana són els símbols de l'absolut (=possibilitat de salvació) i del samsara (=impossibilitat de salvació), de la duració i la caducitat, del principi masculí i femení.

La gerra d'aigua té un doble significació: per una banda pot contenir el nèctar de la immortalitat (amrita=nirvana) i d'altra banda contenir les joies segons si el creient acudeix a Avalokiteśvara Kamandalu-Lokeśvara per una necessitat religiosa o material.

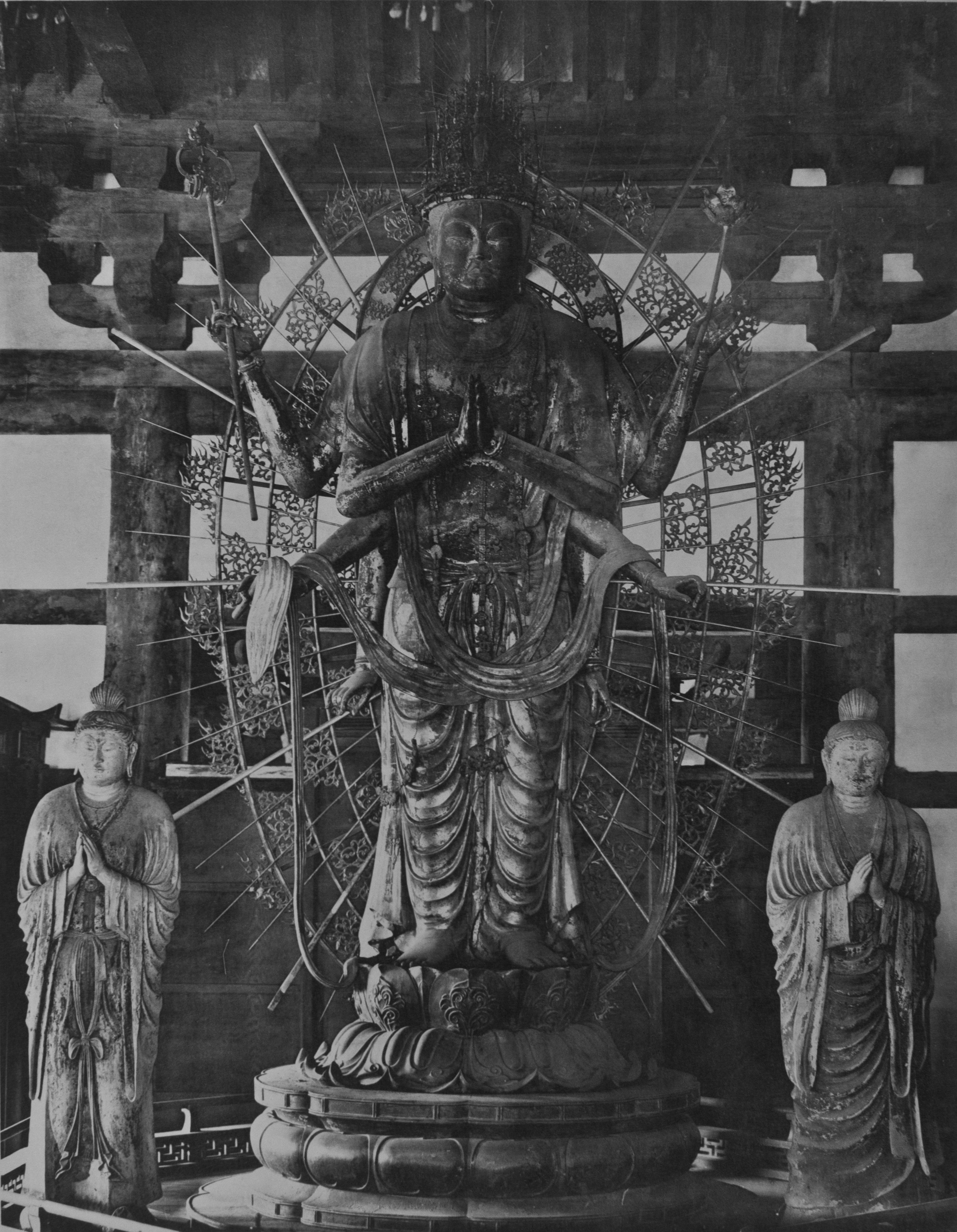
Amoghapasa-Lokeśvara

### Avalokiteśvara com Amoghapasa-Lokeśvara
Vol dir "Lokeśvara amb el llaç infal·lible".
Avalokiteśvara es representa aquí amb vuit braços, corona de cinc fulles de vencedor del món, cadenes com ornament, pell de gasela i pany de la cintura recollit a la cama esquerra, es troba dempeus sobre un lotus que s'aixeca des del mar primordial. Tots els atributs i gestos referencien el rebuig dels enemics i l'anunci del saber de salvació.
El rosari (aksamala) li recorda al que mira com pot invocar l'ajuda d'Avalokiteśvara mitjançant la fórmula "Om mani padme hum" que representa el seu nom esotèric. El llibre a la mà superior esquerra és la "saviesa transcendental" (prajñaparamita) que distingeix l'essència i el missatge d'Avalokiteśvara.
Allò que el bodhisattva transmet al creient ho descriuen el parell de mans pegades al cos. La mà dreta forma la roda de la doctrina en el gest d'explicació (vitarka mudra); la mà esquerra sosté la gerra en forma de bola amb amrta.
Amrta designa tant el nèctar com la immortalitat i és sinònim de nirvana.
El segon parell de mans exteriors és un símbol del rebuig dels enemics de la veritat i dels perills que l'envolten. La mà dreta sosté el llaç (pasa) que ata els enemics i dona nom a aquesta forma fenomènica de Avalokiteśvara; la mà esquerra sosté el trident (trisula), que aquí es minimitza i es converteix en un bastó triple (tridanda).

### Avalokiteśvara com Ekadaśa-mahakarunika-Lokeśvara
Una personificació de la compassió que tot ho engloba (mahakaruna) és Avalokiteśvara en la forma de "Lokeśvara compasiu dels onze rostres".
Nou dels rostres són bondadosos, el dècim és demoníac, car amb una forma demoníaca es poden espantar millors els dimonis. El rostre superior, és el rostre d'Amitabha i, per tant, Avalokiteśvara serà entès com una emanació d'aquest.

Sosté la roda de la doctrina (dharmacakra) amb els vuit radis que correspon al camí òctuple de salvació.

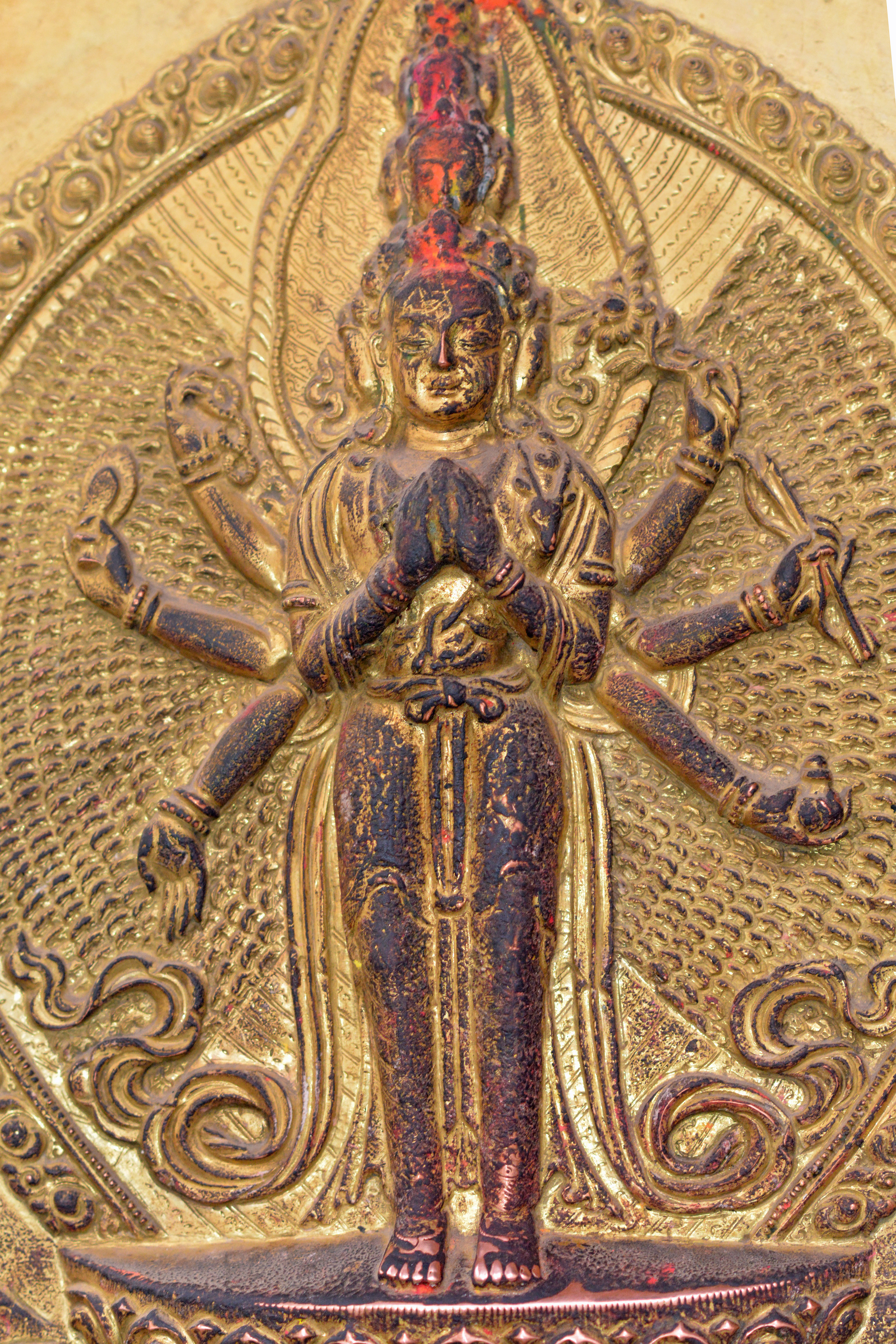
Sahasrabhuja-Lokeśvara

### Avalokiteśvara com Sahasrabhuja-Lokeśvara
Aquesta manifestació té també onze rostres. Té vuit braços; destaca que, formant una espècie de mandala que l'envolta, es complementen més braços cadascun dels quals a les palmes de les mans porta un ull; això és una referència a què cap ésser escapa a la gran compassió (mahakaruna) d'Avalokiteśvara.
Les mans amb ulls donen expressió a la idea que la vigilància d'Avalokiteśvara arriba a tots els mons i que té mans suficients per intervenir en totes parts i disminuir el patiment.